# النهائي المطلق 1995
يو إف سي: نهائي النهائي (بالإنجليزية: UFC: The Ultimate Ultimate)‏ (المعروف أيضًا باسم يو إف سي 7.5 (بالإنجليزية: UFC 7.5)‏) هو حدث لفنون القتال المختلطة نظمته يو إف سي، أُقيم في 16 ديسمبر 1995، على حدائق الماموث في دنفر، كولورادو، الولايات المتحدة.